# حساب القلم الفاسي

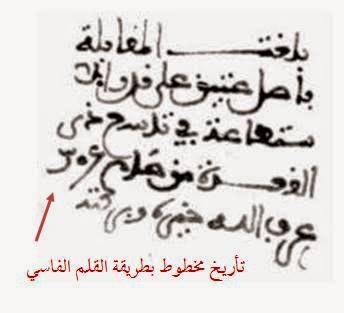
نموذج لمخطوط مؤرخ بطريقة القلم الفاسي

القلم الفاسي ويشار إليه كذلك باسم رسم الزمام والقلم الرومي هو طريقة مُبتكَرة تَعتمد على وضع رموز خاصة للأرقام (آحاد وعشرات ومئات) ثم وضع قاعدة مطَردة لآحاد الآلاف وما فوقها، إلى ما لا نهاية له، وهذه الطريقة في الأساس اخترعها العلماء في بلاد المغرب الأقصى بقصد التعمية والإلغاز، فلم يكن يفهمها غيرهم.

## استخدماته

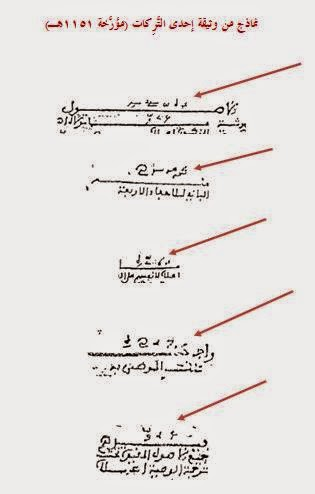
صورة توزيع تركة كتبت فيها المبالغ المالية وفقا لطريقة حساب القلم الفاسي

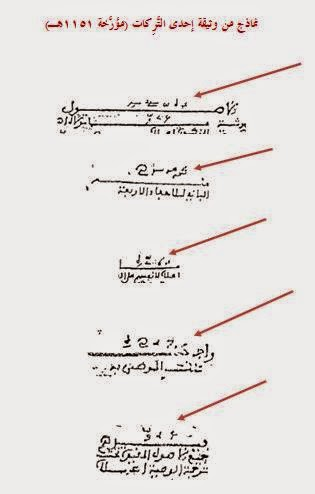
صورة توزيع تركة كتبت فيها المبالغ المالية وفقا لطريقة حساب القلم الفاسي

استخدام القلم الفاسي في تقييد الترِكات، بغرض مَنْع التلاعب والتزوير فيها. وقد وضع الأستاذ محمد الفاسي (ت 1412هـ / 1992م) في مقالٍ له بمجلة مجمع اللغة العربية المصري بعنوان «حساب القلم الفاسي» صورةً من وثيقة تقسيم تَرِكة كُتبت بالقلم الفاسي، وقد نُسِبت هذه الطريقة لمدينة فاس بسبب شيوع استخدامها فيها.
والقلم الفاسي لم يكن يستخدمه ويتعلمه إلا القُضاة والعُدول، ومع مرور الوقت وقلّة مستخدميه لم يَعد يعرفُه أحدٌ، إلا الواحد بعد الواحد من أهل العلم، يقول الأستاذ محمد الفاسي:
وقال قبله الشيخ أحمد سْكِيرج أنه 
ولئن كان القلم الفاسي قد اشتُهر وارتبط بتقييد التركات وما يُخشى وقوع التزوير فيه، فإن استخدامه لم يكن مقتصرًا على تلك الوثائق، بل استخدمه العلماء والنسَاخ في تأريخ المخطوطات، وقد ذكر الأستاذ محمد الفاسي في مقالته أنه يمتلك عددًا من الكتب المؤرخة بالقلم الفاسي، بخطِّ الشيخ أبي زيد عبد الرحمن الفاسي (ت1096هـ)، وأيضًا كتاب طبقات الأطباء لابن جُلجُل (ت بعد 377هـ) الذي نشره الأستاذ فؤاد سيد - رحمه الله - كانت نُسْخته مؤرَّخة بحساب القلم الفاسي، وقد استعان بالعلَّامة حسن حسني عبد الوهاب (ت 1388هـ/1968م) لحلِ تعميتها. ويجد المتتبّع لهذا النوع من التعمية عددًا من المخطوطات المؤرّخة به، منها:
- نسخة كتاب الشفا للقاضي عياض المحفوظة بخزانة القرويين برقم (1865)، فقد أُرِخت بحساب القلم الفاسي في سنة (1144هـ).
- نسخة فيها المجلدة الثانية من كتاب الأفعال لمؤلِّف غير معروف برقم (1242) في الخزانة نفسها، وهي مؤرخة سنة (449هـ)، وعليها تحبيسُ السلطان سيدي محمد بن عبد الله العلوي في سنة (1175هـ)، وقد كُتب تاريخ التحبيس بالقلم الفاسي.[9]

ولم يتوقف استخدام القلم الفاسي عند ذلك، بل استُخدم في تعمية الرسائل السرية على المستوى الدبلوماسي والعسكري.

## نشأته
استخدام القلم الفاسي للمرة الأولى قبل عام 669هـ وهي سنة وفاة الصوفي أبي محمد عبد الحق بن إبراهيم بن محمد بن نصر الأندلسي، الشهير بابن سَبْعِين، فقد ذكر المقري في ترجمته لهذا الأخير نقلًا عن الشَّريف الغَرْناطي أن ابن سبعين «كان يكتب عن نفسه: (ابن)، يعني الدارة التي هي كالصفر، وهي في بعض طُرق المغاربة في حسابهم سبعون؛ وشُهِر لذلك بابن دارةَ - ضَمّن فيه البيت المشهور: «محا السَيفُ ما قال ابنُ دارَةَ أجْمَعا» ـ
والظاهر أن ابن سبعين كان يُعجبه التفنُّن في ذكر اسمه ونسبه، فقد ذكر في آخر كتابه الإحاطة ما نصّه: «هذا تقييد قيل فيه الحق، وظهر فيه الحق، وأملاه عبد الحق، وبالضرورة أن الفرع محمولٌ على الشجرة، وبالاتفاق قامت شُهرة الواضع من ضرب سبعة في عشرة»، و(7×10)، إشارة إلى شُهرته بابن سَبْعِين. وقد نقل د. قاسم السامرائي عن بعض المستشرقين أن الأرقام الفاسية استُخدمت في الأندلس في القرنين السادس والسابع للهجرة، فإن صحَ ذلك فيكون القرن السادس أقدم تاريخ لاستخدام الحساب الفاسي.

## مؤلفات
وقد ألَّف العلماء مؤلَّفات خاصة في هذا القلم نظمًا ونثرًا، ومما وقفت عليه من ذلك:
- الاقتضاب من العمل بالرومي في الحساب، لابن البَنَّاء المراكشي (ت721 هـ). منه نسخة في الخزانة العامة بالرباط تحت رقم [ق416]، ضمن مجموع، من (ص: 425 - 432). وأخرى بخزانة ابن يوسف بمراكش تحت رقم 2/478، ضمن مجموع.
- رَشْم الزِمام، لعبد الرحمن بن محمد الفاسي الشهير بابن العربي. منه نسخة في خزانة ابن يوسف بمراكش تحت رقم 2/478، ضمن مجموع.
- وجوه قريبة في الحساب والزِمام، لمؤلف غير معروف، منه نسخة في خزانة ابن يوسف بمراكش تحت رقم 2/478، ضمن مجموع.
- كتاب فيه رَشْم الزِمام وشرحه، لمؤلِّف غير معروف، منه نسخة في خزانة ابن يوسف بمراكش تحت رقم 2/478، ضمن مجموع.
- صور القلم الرومي وأعماله ومبدأ صورة آحاده، لمحمد بن أحمد ابن محمد الصَباغ (ت1076هـ)، منه نسخة في الخزانة الملكية بالمغرب برقم (11/12032)، ضمن مجموع.

## نماذج الأعداد في طريقة حساب القلم الفاسي

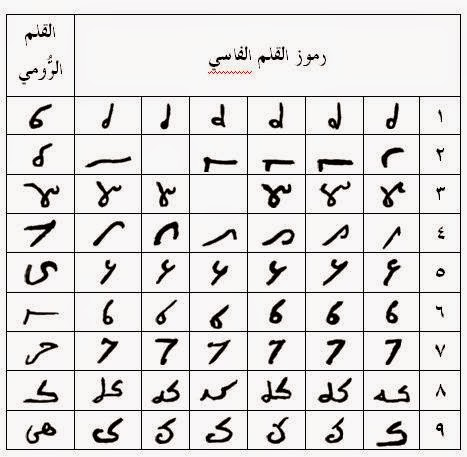
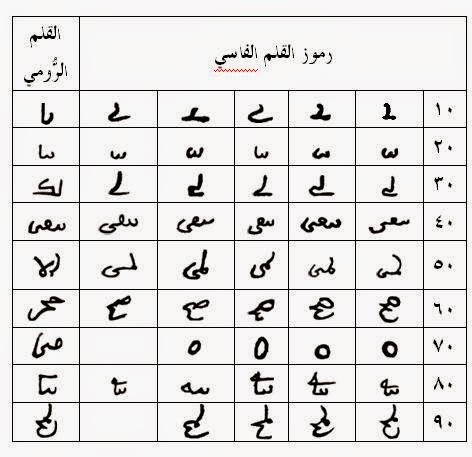
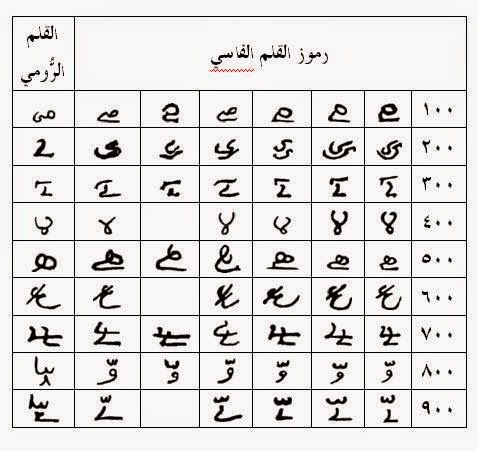
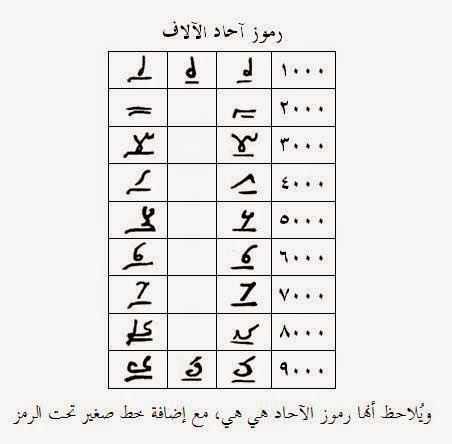
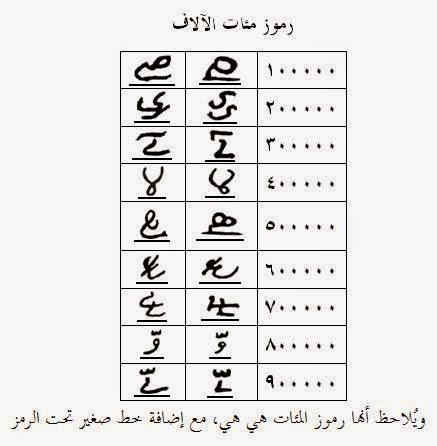
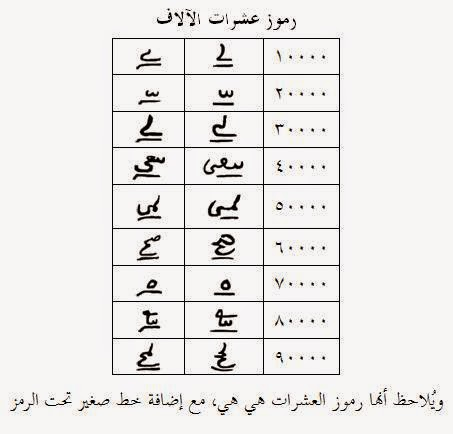
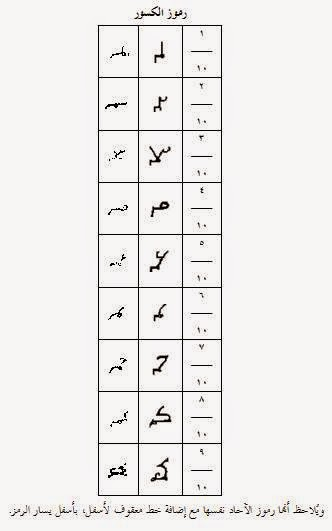
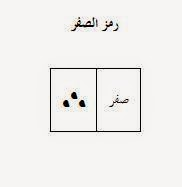